# Louise Morland
Louise Morland (* 17. Februar 1899; † 15. Oktober 1966 in Berlin; auch als Luise Morland oder Luise Moorland geführt) war eine deutsche Schauspielerin und Synchronsprecherin.

## Leben
Louise Morland hatte Engagements an verschiedenen Berliner Theatern (unter anderem der Deutschen Bühne und der Freilichtbühne Rehberge).
Ab 1926 wirkte sie in verschiedenen Filmproduktionen mit. Darunter befand sich der Stummfilm Die Abenteuer eines Zehnmarkscheines von Berthold Viertel mit Oskar Homolka, Werner Fuetterer und Harald Paulsen. Im Jahr 1935 war sie in dem Historienfilm Der alte und der junge König in der Regie von Hans Steinhoff mit Emil Jannings, Werner Hinz und Carola Höhn und 1943 in dem Ufa-Jubiläumsfilm (zum 25-jährigen Bestehen) Münchhausen von Josef von Báky mit Hans Albers, Ilse Werner und Brigitte Horney zu sehen.
Zudem arbeitete Louise Morland als Synchronsprecherin. So konnte man sie als deutsche Stimme in der Rolle der Mrs. Louisa Jordan in dem Alfred-Hitchcock-Film Die 39 Stufen hören.
Louise Morland verstarb am 15. Oktober 1966 in Berlin-Wilmersdorf.

## Filmografie (Auswahl)
- 1926: Die Abenteuer eines Zehnmarkscheines
- 1934: Mutter und Kind
- 1934: Der Vetter aus Dingsda
- 1935: Alles hört auf mein Kommando
- 1935: Der alte und der junge König
- 1936: Wenn wir alle Engel wären
- 1937: Meine Freundin Barbara
- 1938: Glück im Winkel
- 1938: Fahrendes Volk
- 1938: Ein Mädchen geht an Land
- 1938: Fracht von Baltimore
- 1938: Tanz auf dem Vulkan
- 1939: Drei Unteroffiziere
- 1939: Kongo-Express
- 1943: Münchhausen
- 1952: Postlagernd Turteltaube